# Nymphon paucidens
Nymphon paucidens är en havsspindelart som beskrevs av Gordon, I. 1932. Nymphon paucidens ingår i släktet Nymphon och familjen Nymphonidae. Inga underarter finns listade i Catalogue of Life.